# ¡Qué verde era mi padre!
¡Que verde era mi padre! es una película mexicana de comedia familiar, dramática y romántica de 1945, escrita y dirigida por Ismael Rodríguez Ruelas, y protagonizada por Evita Muñoz "Chachita", Fernando Soto "Mantequilla", Amparo Arozamena y Jorge Reyes
Es una película llena de llena de enredos y mentiras en las que se involucran un sastre muy ineficiente (Fernando Soto "Mantequilla"), su celosa esposa (Amelia Wilhelmy) y su pequeña e ingeniosa hija adoptiva (Evita Muñoz "Chachita"), quien relata cómo era tratada por las mujeres enamoradas de su padre Coscolino (Eduardo Casado).
A sus ocho años de edad, "Chachita" llevaba el primer crédito como artista principal de esta producción y era anunciada ya para entonces como artista exclusiva de los Hermanos Rodríguez. El título de este argumento de Carlos Orellana y Ramiro Gómez Kemp hace referencia a la exitosa y premiada película norteamericana de 1941 ¡Qué verde era mi valle! de John Ford.

## Reparto
- Evita Muñoz "Chachita" .... Chachita
- Florencio Castelló .... Don Castañuelas
- Alfredo Varela "Varelita" .... Bernabé
- Jorge "Che" Reyes .... Jorgito
- Carmen Hermosillo .... Piedad
- Fernando Soto "Mantequilla" .... Casimiro
- Amelia Wilhelmy .... Bárbara
- Luis G. Barreiro .... Ángel
- Mimí Derba .... Doña Trini
- Eduardo Casado .... Gerardo
- Amparo Arozamena .... Malena
- Alicia Montoya
- Roberto Soto